# Killnet
Killnet est un groupe de hackers pro-russe connu pour ses attaques DoS (déni de service) et DDoS (déni de service distribué) contre des institutions gouvernementales et des entreprises privées dans plusieurs pays lors de l'invasion russe de l'Ukraine en 2022. Le groupe a été formé vers mars 2022.

## Alerte de l'alliance Five Eyes
L'alliance de renseignement anglo-saxonne Five Eyes a émis un avertissement concernant des attaques contre des infrastructures critiques par des groupes pro-russes, dont Killnet, en avril 2022,.

## Attaques
En juin 2023, une coalition de plusieurs groupes de hackers pro-russes (REvil, Killnet et Anonymous Sudan) annonce une attaque imminente contre le système Swift. Certains analystes penchent pour un coup de com plutôt que comme étant une véritable menace. Le fait que le groupe Revil réapparaisse sur le devant de la scène est troublant dans la mesure où il a été officiellement démantelé,.

### Roumanie
Killnet était à l'origine d'attaques sur les sites Web du gouvernement roumain du 29 avril 2022 au 1er mai 2022.

### Moldavie
À la suite d'explosions en Transnistrie, le Service de l'information et de la sécurité de la République de Moldavie a signalé que le groupe de piratage pro-Killnet avait lancé une série de cyberattaques depuis l'étranger contre des sites Web d'autorités et d'institutions officielles moldaves. C'était quelques jours après l'attaque contre les sites Web roumains.

### République tchèque
Killnet a revendiqué la responsabilité des attaques contre les sites Web des institutions de l'État tchèque en avril 2022.

### Italie
Les sites Web de l'Istituto Superiore di Sanità et de l'Automobile Club d'Italie ont été attaqués le vendredi 14 mai 2022. Le site Web du Sénat italien a été attaqué et bloqué pendant une heure lors de la même attaque. Le 29 mai 2022, ils ont annoncé une attaque « dommage irréparable » contre l'Italie prévue pour le lendemain. Le 30 mai 2022, le groupe a attaqué l'Italie et a réussi à bloquer quelques sites Web, tandis que l'attaque contre le site du CSIRT a échoué. L'attaque n'a pas été aussi dévastatrice que prévu. Killnet a ensuite félicité le CSIRT pour son travail défensif, se moquant du gouvernement pour lever quelques milliers de dollars à l'équipe pour son travail.

#### Attaque contre l'Eurovision 2022
Les pirates de Killnet sont soupçonnés d'avoir tenté de bloquer le site Web du concours Eurovision de la chanson lors de la performance de l'Ukraine au 2022 contest avec une attaque DDoS, qui a été bloquée par la police d'État italienne, cependant, le groupe a nié sur sa chaîne Telegram que leur attaque avait échoué. Ils ont ensuite attaqué le site de la police d'État en soulignant comment ils ont bloqué l'attaque contre l'Eurovision. À la suite de l'attaque, ils ont menacé d'attaquer 10 pays européens, dont l'Italie.

### Lituanie
Le groupe a revendiqué les attaques DDoS contre l'infrastructure réseau lituanienne,,. Ils ont déclaré que la cyberattaque contre la Lituanie était en représailles à l'arrêt du transit de marchandises vers l'enclave russe de Kaliningrad,,.

### Norvège
Le groupe a ciblé des organisations norvégiennes par le biais de diverses attaques DDoS le 28 juin 2022. L'Autorité de sécurité nationale de Norvège a estimé qu'aucune donnée privée n'avait été compromise,.

### Lettonie
Killnet a ciblé le radiodiffuseur public letton dans la plus grande cyberattaque de l'histoire du pays. Le diffuseur a déclaré que l'attaque avait été repoussée.

### États-Unis
Le 1er août 2022, le groupe et son fondateur dénommé « Killmilk » ont revendiqué une cyberattaque contre la société de défense américaine Lockheed Martin, en représailles aux systèmes HIMARS fournis par les États-Unis à l'Ukraine. Le groupe a déclaré que Lockheed Martin « est le véritable sponsor du terrorisme mondial » et qu'il « est responsable de milliers et de milliers de morts humaines ». Peu avant l'attaque, le groupe a annoncé qu'il mènerait un nouveau type de cyber-attaque, différent de ses cyber-attaques DoS et DDoS menées auparavant. Killmilk a déclaré que l'attaque visait les systèmes de production de Lockheed Martin ainsi que des informations sur les employés de l'entreprise pour qu'ils soient « persécutés et détruits dans le monde entier ! ».
Le 10 octobre 2022, le groupe Killnet est à l'origine d'une attaque DDoS contre 12 aéroports américains. Les sites visés sont les sites internet publics. L'attaque est revendiquée par le groupe de hackers et se termine au bout de quelques heures. Parmi les aéroports touchés on trouve ceux de Chicago, de Los Angeles, d'Atlanta, qui font partie des plus grands hubs mondiaux.

### Japon
Le 6 septembre 2022, Killnet a annoncé avoir attaqué 23 sites Web de quatre ministères et agences, dont e-Gov, un site portail d'informations administratives administré par l'Agence numérique, et eLTAX, un site Web fiscal local administré par le ministère de l'Intérieur, ainsi que le service de réseau social « mixi »,. Le 7 septembre, ils ont également posté une vidéo déclarant la guerre au gouvernement japonais et annoncé qu'ils avaient attaqué le métro de Tokyo et le métro d'Osaka,. Lors d'une conférence de presse le même jour, le secrétaire en chef du cabinet Hirokazu Matsuno a expliqué qu'aucune information n'avait été divulguée à la suite de cette attaque à ce moment-là. Quant à l'implication de Killnet, il a déclaré : « Nous sommes conscients qu'ils font allusion à un acte criminel, mais nous confirmons toujours la cause de l'échec, y compris la pertinence ».

### Instances européennes
Quelques heures après le vote d'un texte contre la Russie, le groupe Killnet a revendiqué une attaque DDoS contre le site internet de l'institution européenne, rendant celui-ci inaccessible au public.

### Traduction
- (en) Cet article est partiellement ou en totalité issu de l’article de Wikipédia en anglais intitulé « Killnet » (voir la liste des auteurs).